# Njalla
Njallaは、プライバシー保護と匿名性を重視したドメイン登録サービスである。ドメイン登録サービスの他にVPS等のサービスも提供している。

## 概要
Njallaは、利用者のプライバシー保護と匿名性を重視したドメイン登録サービスやVPSを提供しており、2017年4月にサービスが開始された。支払い手段でも、複数の暗号通貨に対応するなどして、利用者のプライバシーを保護している。

## ドメイン登録サービス
1年あたり15ユーロから75ユーロで、.comや.org等を始め、数百種類のTLD（トップレベルドメイン）のドメインを登録できる。WHOIS情報はNjallaのものが使われドメイン登録者のプライバシーを保護する。

## VPS
1か月あたり15ユーロから45ユーロで、VPSが利用できる。VPSは、Njallaが自身で管理（英語: Our own data centers）しているスウェーデンのサーバを利用している。

## 支払い手段
Njallaは、以下の支払い手段に対応している。2020年時点で6種の暗号通貨での支払いに対応しており、支払い面でもプライバシー保護に徹している。

### 暗号通貨・仮想通貨
- Bitcoin
- Bitcoin Cash
- Dash
- Litecoin
- Monero
- Zcash

### 決済プロバイダ
- PayPal